# Armadillidium schulzi
Armadillidium schulzi är en kräftdjursart som beskrevs av Hans Strouhal 1929. Armadillidium schulzi ingår i släktet Armadillidium och familjen klotgråsuggor. Utöver nominatformen finns också underarten A. s. sinuosum.